# Naked (Louise)
Naked è il primo album in studio da solista della cantante britannica Louise, pubblicato nel 1996.

## Tracce
1. Naked (Trevor Steel/John Holliday/Ingoldsby) – 3:32
2. In Walked Love (Diane Warren) – 3:54
3. Light of My Life (Simon Climie/Denis Ingoldsby/Oliver Smallman) – 4:15
4. The Best That You Bring (Dave James/Sheppard Solomon) – 3:48
5. One Kiss from Heaven (Climie/Ingoldsby/Smallman) – 4:04
6. Thinking About You Baby (Dennis Charles/Ronnie Wilson) – 3:36
7. Discussions (Charles/Louise Nurding/Wilson) – 4:01
8. Undivided Love (Climie/Ingoldsby/Smallman) – 3:46
9. Back to Love (Nurding/Johnny Douglas/Joseph Boussard/Ralph Williams/Carrol Washington) – 4:38
10. Never Too Late (Climie/Dozier) – 4:04
11. Goodbye to Love (Charles/Wilson) – 3:22
12. That's the Way I Like It (Charles/Nurding/Wilson) – 3:38
13. I'll Fly Away (Douglas/Nurding/Ricky Walters) – 4:30
14. I Gave You My Love (Charles/Nurding/Wilson) – 3:36